# Рибне (Цілинний округ)
Ри́бне (рос. Рыбное) — присілок у складі Цілинного округу Курганської області, Росія.
Населення — 242 особи (2010, 345 у 2002).
Національний склад станом на 2002 рік:
- росіяни — 75 %